# NGC 546

NGC 546

NGC 546 في الفهرس العام الجديد، هي مجرة، تقع في كوكبة معمل النحات. اكتشفت في 23 أكتوبر 1835 بواسطة جون هيرشل.

## روابط خارجية
- NGC 546 على موقع ويكي سكاي: DSS2, SDSS, GALEX, IRAS, Hydrogen α, X-Ray, Astrophoto, Sky Map, Articles and images